# Thomas Murg
Thomas Murg (Voitsberg, 14 de noviembre de 1994) es un futbolista austriaco que juega de centrocampista en el PAOK de Salónica F. C. de la Superliga de Grecia.

## Selección nacional
Fue internacional sub-17, sub-19 y sub-21 con la selección de fútbol de Austria.

## Clubes
| Club                   | País           | Año       |
| ---------------------- | -------------- | --------- |
| Grazer AK              | Austria        | 2010-2012 |
| Austria de Viena       | Austria        | 2012-2014 |
| SV Ried                | Austria        | 2014-2016 |
| Rapid de Viena         | Austria        | 2016-2020 |
| PAOK de Salónica F. C. | Grecia         | 2020-     |
| Khaleej Club (cedido)  | Arabia Saudita | 2025      |

## Palmarés

### Títulos nacionales
| Título              | Club                   | País    | Año  |
| ------------------- | ---------------------- | ------- | ---- |
| Bundesliga          | Austria de Viena       | Austria | 2013 |
| Copa de Grecia      | PAOK de Salónica F. C. | Grecia  | 2021 |
| Superliga de Grecia | PAOK de Salónica F. C. | Grecia  | 2024 |